# Тоясё
Тоясё (устар. Тоя-Сё) — река в России (протока реки Пур), протекает по Надымскому району Ямало-Ненецкого АО. Длина реки составляет 13 км.
Вытекает из безымянного озера, лежащего на высоте 47,4 метра над уровнем моря и относящегося к озёрам Нелякото. Течёт сначала на северо-запад, затем на запад по тундре. Впадает в Лайяху слева в 26 км от её устья на высоте 6,2 метра над уровнем моря.
Притоки: Парнэседаяха, Табъяха, Едэйхарвута, Паравыхадуттэ.

## Данные водного реестра
По данным государственного водного реестра России относится к Нижнеобскому бассейновому округу, водохозяйственный участок реки — Пур. Речной бассейн реки — Пур.
Код объекта в государственном водном реестре — 15040000212115300053535.